# Aeroporto Internazionale di San Antonio
L'Aeroporto Internazionale di San Antonio è un aeroporto situato vicino alla città di San Antonio in Texas, negli Stati Uniti d'America.